# Anuario Asia Pacífico

El Anuario Asia Pacífico El Colegio de México es una revista científica arbitrada editada por el Centro de Estudios de Asia y África de El Colegio de México, publicada en castellano y de acceso abierto. El Anuario Asia Pacífico El Colegio de México es una publicación dedicada a difundir y promover la investigación sobre la región Asia Pacífico.

## Historia
En su primera época (1993-2007), el Anuario Asia Pacífico El Colegio de México fue publicado sólo en formato impreso. En la nueva época, a partir de 2017, se comenzó a publicar en formato pdf en un portal que alojó también las versiones digitalizadas de la primera época.
En 2019 se obtuvo el número de registro ISSN (2683-1430), otorgado por el Instituto Nacional de Derechos de Autor (México).
Actualmente, el Anuario Asia Pacífico El Colegio de México consta de tres secciones: Artículos (de investigación) e Informes (sobre la situación de países de la región) y Reporte México y Asia Pacífico.
En el mes de agosto de 2020 se migró el Anuario Asia Pacífico El Colegio de México a un portal Open Journal Systems, y tiene desde entonces una licencia Creative Commons Reconocimiento-NoComercial-SinObraDerivada 4.0 Internacional.
En el número correspondiente al año 2020, por primera vez, tanto los Artículos como los Informes cuentan con identificadores DOI y ORCID, así como con marcación xml.
En el número de 2021, todos los textos incluyen resumen y palabras clave en español y en inglés, además de fechas de recepción y aceptación y una breve semblanza curricular de los autores.
En 2022, el Anuario Asia Pacífico El Colegio de México adoptó el esquema de publicación continua. 
A partir de la edición 2023, el Anuario Asia Pacífico El Colegio de México incluye formatos de salida en ePub, Kindle y MP3. 

### Coordinadores
2025 Juan José Ramírez Bonilla
2024 Marisela Connelly
2023 Alfredo Román
2022 Romer Cornejo
2021 Chris Lundry
2020 Juan José Ramírez Bonilla
2019 Marisela Connelly
2018 Alfredo Román
2017 Romer Cornejo
2007 Eugenio Anguiano Roch
2006 Eugenio Anguiano Roch
2005 Eugenio Anguiano Roch
2004 Juan José Ramírez Bonilla
2003 Juan José Ramírez Bonilla
2002 Juan José Ramírez Bonilla
2001 Juan José Ramírez Bonilla
2000 Eugenio Anguiano Roch
1999 Eugenio Anguiano Roch
1998 Eugenio Anguiano Roch
1997 Romer Cornejo Bustamante
1996 Romer Cornejo Bustamante
1995 Romer Cornejo Bustamante
1994 Romer Cornejo Bustamante
1993 Romer Cornejo Bustamante

## Consejo Consultivo/Comité Editorial
De 2019 a 2022, el Anuario Asia Pacífico El Colegio de México tuvo un Comité Consultivo constituido por cuatro profesores-investigadores del Centro de Estudios de Asia y África dedicados al estudio de la región de Asia Pacífico, además del coordinador editorial del mismo centro, y fue el órgano encargado de enviar a dictaminar los textos de la sección de Artículos y de hacer las lecturas de pertinencia de los Informes.
El Comité Consultivo del Anuario Asia Pacífico El Colegio de México estaba constituido por los siguientes investigadores:
- Marisela Connelly, El Colegio de México, A.C., México[4]
- Chris Lundry, El Colegio de México, A.C., México[5]
- Adrián Muñoz, El Colegio de México, A.C., México[6]
- Juan José Ramírez, El Colegio de México, A.C., México[7]
- Alfredo Román Zavala, El Colegio de México, A.C., México[8]

La coordinación de cada número recaía cada año en un miembro distinto del Comité Consultivo.
A partir de septiembre de 2022, el Anuario Asia Pacífico El Colegio de México cuenta con un Comité Editorial constituido por dos profesores-investigadores del Centro de Estudios de Asia y África dedicados al estudio de la región de Asia Pacífico, dos investigadores externos a El Colegio de México y el coordinador editorial del centro
- Carol Chan, Universidad Mayor, Chile[9]

- Víctor López Villafañe, Universidad Autónoma de Zacatecas, México[10]
- Chris Lundry, El Colegio de México, A.C., México
- Alfredo Román, El Colegio de México, A.C., México
- Roberto Eduardo García Fernández, El Colegio de México, A.C., México[11]

En enero de 2023, por resolución del Comité Editorial en sesión del 7 de diciembre de 2022, Roberto Eduardo García Fernández, coordinador editorial del Centro de Estudios de Asia y África de El Colegio de México, fue nombrado director del Anuario Asia Pacífico El Colegio de México.

## Indexación
El Anuario Asia Pacífico fue incluido en el directorio de Latindex en 2021.